# Matías Lacava
Matías Rafael Lacava González (Caracas, 24 de octubre de 2002) es un futbolista Nacionalidad venezolana que juega como centrocampista en el Ulsan Hyundai F.C de la K League 1 de Corea del Sur. Es internacional absoluto con la selección de fútbol de Venezuela.

## Trayectoria

### Inicios
Desde los 5 hasta principios de los 10 años estuvo en el Fratelsa Sport FC de su país. Esto hasta que La Masía lo llamó y se trasladó con toda su familia a España para entrenar en la academia del Fútbol Club Barcelona en el 2013. Todo esto con un récord de ser el jugador sudamericano más joven en ese momento en incorporarse a la escuela culé con 11 años. Ya allí, llega al Infantil B del míster Marcel Sans Navarro.
Durante su formación en este equipo, hizo gran amistad con jugadores como Kays Ruiz e Ilaix Moriba. Con este último, suele pasar sus vacaciones.
Posteriormente, en el año 2015 el equipo culé tuvo que prescindir de su contrato debido a la reglamentación de FIFA, en relación con la política de fichajes de menores de edad que no solo afectó al venezolano, sino a también a otros 4 extranjeros de la filial blaugrana. Luego de esto episodio, la idea de Matías era seguir formándose en el exterior, por ende termina entre varias opciones, fichando por la academia de la S.S. Lazio a los 13 años.
A los 16 años, luego de pasar 2 temporadas en la academia de la S.S. Lazio, ficha por el S.L. Benfica y allí tiene algunos partidos en la sub-17.
Al final de su último año de contrato llega a su natal país para jugar con Academia Puerto Cabello en un principio a préstamo. Y luego que culmina el contrato con S.L. Benfica, se queda a jugar hasta llegar al primer equipo.

### Academia Puerto Cabello
Ya tenía un paso anterior en las academias juveniles del club y estaba adaptado a Puerto Cabello como ciudad, esto le ayudó a ascender rápidamente al primer equipo. Sin embargo con el pasar de los partidos y sus buenas actuaciones en liga, le valió junto a Academia Puerto Cabello, en sus divisiones juveniles, disputar la Copa Libertadores Sub-20. Aquí, disputó los 3 partidos de fase de grupos, debutando un 15 de febrero de 2020 ante Sporting Cristal en un resultado que quedó 5-3 a favor de Academia Puerto Cabello.
Luego siguieron su andar en el grupo A con una derrota frente a Nacional de Paraguay 3-1 y una victoria frente a Flamengo 1-0 para aspirar a pasar a la siguiente ronda de clasificación, cosa que no terminó sucediendo. En los 3 partidos Lacava tuvo participación desde el minuto 0 y pudo dejar grandes sensaciones siendo incisivo y dando una asistencia ante Flamengo.

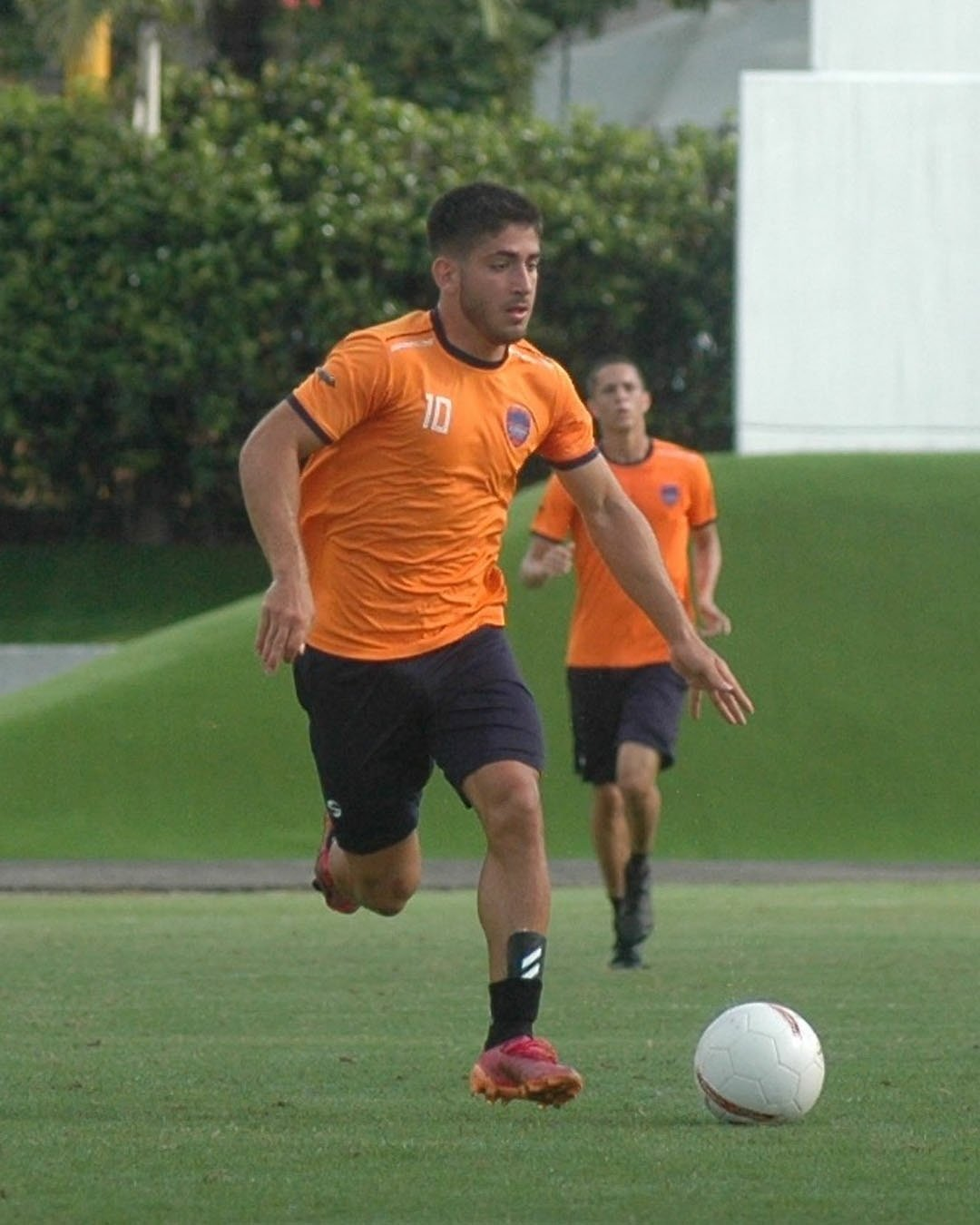
Matías Lacava en un entrenamiento en La Bombonerita (2021)

Su desarrollo futbolístico estaba hecho para los que lo entrenaron en juveniles, así que Lacava rápidamente hizo su debut con el primer equipo con Academia Puerto Cabello el 28 de julio de 2019. Entrando como sustituto del medio tiempo de Joaquín Suárez en la derrota por 1-2 en casa ante el Aragua FC. Marcó sus primeros goles profesionales seis días después, anotando un doblete en la victoria por 3-2 ante el Metropolitanos; fue su primera titularidad. Finalizó aquel mes con 4 goles, siendo reconocido como el Jugador Juvenil de agosto por la Liga FUTVE, con tan solo 16 años.
Con el pasar de los partidos fue haciéndose un espacio cada vez más frecuente en la oncena titular, hasta pasar a ser un regular en el once.
A dos años de su debut con Academia Puerto Cabello, Lacava hizo una gran campaña, que le valió a su club las competiciones internacionales por primera vez. Siendo partícipe de la primera fase de Copa Sudamericana ante Metropolitanos. Llave que perderían en el global 3-0.
Luego de todo este trayecto a principios de mayo, Matías empezó a llamar la atención de diversos clubes extranjeros, siendo Flamengo, Inter de Porto Alegre, Atlético Mineiro, y Cruzeiro los más interesados. Y estos dos últimos los que presentaron ofertas económicas factibles para su club que luego fueron descartadas para darle continuidad y rodaje en el fútbol profesional en su momento. Más tarde, en junio, llegó la propuesta del Santos que fue de mayor acogida en la directiva de Academia Puerto Cabello. Y el 8 de julio no fue de la partida con su equipo frente a Carabobo FC en el derbi de Valencia debido a que estaba por cerrarse su fichaje con el Santos FC.

### Santos
El 3 de agosto de 2021 se conocería que Lacava habría firmado un préstamo por 18 meses hasta diciembre del 2022 por el Santos FC. Reforzando su categoría sub-23 en principio.

## Selección nacional

### Categorías inferiores
Empezó sus pasos en distintos módulos de la selección venezolana sub-17, y fue parte activa de la delegación que disputó el XVII Campeonato Sudamericano Sub-17 2019. Aunque solo vio 12 minutos ante Bolivia después de salir desde el banco en sustitución del jugador Darluis Paz, disputando 1 partido de 4 posibles. La selección no pasaría de ronda. Luego de ese torneo, disputaría con el seleccionador nacional sub-23, Amleto Bonacorso el Preolímpico Sudamericano Sub-23 teniendo 18 años y jugando 2 encuentros partiendo desde el banco de suplentes. Su selección no pasaría de ronda. 

### Selección absoluta
El 31 de mayo de 2021, fue convocado por el técnico José Peseiro para dos partidos de clasificatoria para la Copa Mundial de Catar 2022 contra Bolivia y Uruguay sin embargo no vio minutos. En la Copa América 2024 debutó en los minutos finales del segundo tiempo contra Canada en Juego de cuartos de final.

## Estadísticas

### Clubes
Actualizado al último partido jugado el 24 de junio de 2021.
| Club                                | Div.          | Temporada     | Liga  | Liga  | Liga         | Regional (1) | Regional (1) | Regional (1) | Copas nacionales(2) | Copas nacionales(2) | Copas nacionales(2) | Torneos internacionales(3) | Torneos internacionales(3) | Torneos internacionales(3) | Total(4) | Total(4) | Total(4) | Media goleadora |
| Club                                | Div.          | Temporada     | Part. | Goles | Asist.       | Part.        | Goles        | Asist.       | Part.               | Goles               | Asist.              | Part.                      | Goles                      | Asist.                     | Part.    | Goles    | Asist.   | Media goleadora |
| ----------------------------------- | ------------- | ------------- | ----- | ----- | ------------ | ------------ | ------------ | ------------ | ------------------- | ------------------- | ------------------- | -------------------------- | -------------------------- | -------------------------- | -------- | -------- | -------- | --------------- |
| Academia Puerto Cabello · Venezuela |               |               |       |       |              |              |              |              |                     |                     |                     |                            |                            |                            |          |          |          |                 |
| 1.ª                                 | 2019-20       | 14            | 4     | 0     | Inexistentes | Inexistentes | Inexistentes | 3            | 1                   | 0                   | —                   | —                          | —                          | 17                         | 5        | 0        | 0,29     |                 |
| 1.ª                                 | 2020-21       | 19            | 7     | 0     | Inexistentes | Inexistentes | Inexistentes | 0            | 0                   | 0                   | —                   | —                          | —                          | 19                         | 7        | 0        | 0,36     |                 |
| 1.ª                                 | 2021-22       | 6             | 0     | 0     | Inexistentes | Inexistentes | Inexistentes | 0            | 0                   | 0                   | 2                   | 0                          | 0                          | 8                          | 0        | 0        | 0,0      |                 |
| Total club                          | Total club    | 40            | 11    | 0     | 0            | 0            | 0            | 3            | 1                   | 0                   | 2                   | 0                          | 0                          | 44                         | 12       | 0        | 0,27     |                 |
| Total carrera                       | Total carrera | Total carrera | 40    | 11    | 0            | 0            | 0            | 0            | 3                   | 1                   | 0                   | 2                          | 0                          | 0                          | 44       | 12       | 0        | 0,27            |

## Vida privada
Matías Lacava nació en el municipio Chacao, uno de los cinco municipios que integran el Distrito Metropolitano de Caracas, fruto del matrimonio de su padre, el político Rafael Lacava, y de su madre, la activista política Nancy González. Tiene 3 hermanos: Adriana, Isabella y Alessandro. A pesar de nacer en Caracas, no creció en la misma ciudad, ni siquiera en el mismo país, debido a que desde muy joven se fue a Barcelona, España, gracias a que desde pequeño tuvo contacto con el fútbol, deporte que lo llevó a desempeñarse en La Masía. Al mismo tiempo se educaba junto a sus hermanos en la St. Peter's School Barcelona, la primera escuela bilingüe privada de Barcelona.